# 37 Capricorni
37 Capricorni (37 Cap / HD 205289 / HR 8245) es una estrella en la constelación de Capricornio de magnitud aparente +5,69.
Se encuentra a 88 años luz de distancia del sistema solar.
37 Capricorni es una estrella de la secuencia principal catalogada como de tipo espectral F5V o F1V que, al igual que nuestro Sol, obtiene su energía a partir de la fusión nuclear del hidrógeno.
Su superficie tiene una temperatura aproximada de 6550 K y brilla con una luminosidad 3 veces mayor que la del Sol.
Tiene un radio un 38% más grande que el radio solar y rota con una velocidad de rotación igual o superior a 57,5 km/s.
Las enanas amarillas análogas al Sol rotan lentamente —el Sol tiene una velocidad de rotación ecuatorial de 2 km/s— mientras que las estrellas más masivas rotan mucho más deprisa. La división entre estos dos grupos es bastante abrupta y cae aproximadamente en medio del tipo espectral F, situándose 37 Capricorni por encima de dicho límite.
37 Capricorni tiene una metalicidad inferior a la solar, aproximadamente 2/3 partes de la misma.
Su masa es un 24% mayor que la masa solar, estimándose su edad en 1400 millones de años.